# Пролесковский, Олег Витольдович
Оле́г Вито́льдович Пролеско́вский (бел. Алег Вітальдавіч Праляскоўскі, род. 1 октября 1963 года, Загорск (сейчас Сергиев Посад), РСФСР) — белорусский государственный деятель, министр информации Республики Беларусь с 2009 по 2014 г.

## Биография
Родился в семье рабочего. В 1985 году окончил Минское высшее инженерное зенитное ракетное училище, в 1998 году — юридический факультет Белорусского государственного университета. Служил в Группе советских войск в Германии, с 1990 по 2002 годы — в Минском ВИЗРУ, Военной академии Республики Беларусь на различных должностях.
Работал начальником аналитического отдела в Службе безопасности Президента Республики Беларусь, генеральным директором республиканского унитарного предприятия «Белорусское телеграфное агентство» БЕЛТА, заместителем Главы Администрации Президента (2003—2007), помощником президента — начальником Главного идеологического управления Администрации президента РБ (2007—2008), директором Информационно-аналитического центра при Администрации президента (с 2008). 4 декабря 2009 г. Указом Президента Республики Беларусь назначен Министром информации Республики Беларусь. 4 июня 2014 г. уволен с должности Министра информации.

## Высказывание о корпоративном государстве
В 2006 году в эфире белорусского телевидения сказал, что к тому моменту «уже одобрен план построения в Беларуси корпоративного государства».

## Санкции ЕС
В рамках международных санкций против властей Белоруссии после президентских выборов 2010 года Олег Пролесковский стал субъектом запрета на поездки и замораживания активов Европейским союзом как часть списка белорусских чиновников, ответственных за политические репрессии, подтасовку результатов голосования и пропаганду. В своём решении Европейский совет назвал чиновника  «одним из основных источников и голосов государственной пропаганды и идеологической поддержки режима. Его повысили до должности министра, и с тех пор он продолжал активно пропагандировать и поддерживать действия режима в отношении демократической оппозиции и гражданского общества».